# If You're Gone
«If You're Gone» es una canción de la banda estadounidense de rock alternativo Matchbox Twenty, lanzado a través de Atlantic Records el 19 de septiembre de 2000 como el segundo sencillo de su segundo álbum de estudio Mad Season (2000). La canción alcanzó el número cinco en la lista Billboard Hot 100 convirtiéndose en la segunda canción mejor clasificada de la banda en la lista, y también se convirtió en un éxito en la radio contemporánea para adultos, pasando dos semanas en el número uno en la lista Billboard Hot Adult Contemporary Tracks.

## Antecedentes
Rob Thomas le dijo a la revista Billboard que escribió la canción justo después de conocer a su futura esposa. "Estuvimos separados por unas semanas y hablábamos por teléfono todo el tiempo, y estaba pensando, 'Conocí a esta persona maravillosa', y me preguntaba si todo lo que estaba pasando [con el éxito de Matchbox Twenty] iba a lograrlo. demasiado loco para construir una relación".

## Video musical
El video musical de la canción, dirigido por Pedro Romhanyi, está filmado completamente en blanco y negro y presenta solo a la banda (junto con dos trompetistas y un trombonista), actuando de noche en la azotea de un edificio en el distrito central de negocios. del centro de Los Ángeles. A la mitad del video, Rob Thomas sube al borde del techo y abre los brazos como si fuera a saltar. Él no; se da la vuelta y vuelve a donde está tocando la banda. Cerca del final del video, el sol amanece e ilumina la azotea y los edificios circundantes de la ciudad.

## Lista de canciones
UK CD single
1. "If You're Gone" (edit) – 4:21
2. "If You're Gone" (versión álbum) – 4:33
3. "Bent" (en vivo) – 4:36

European CD single
1. "If You're Gone" (edit) – 4:21
2. "Bent" (live) – 4:36

Australian maxi-CD single
1. "If You're Gone" (versión álbum)
2. "Bent" (en vivo)
3. "Back 2 Good" (en vivo)

## Posicionamiento en lista
| Lista (2000–2001)                      | Mejor posición |
| -------------------------------------- | -------------- |
| Alemania (Offizielle Deutsche Charts)  | 84             |
| Australia (ARIA)                       | 18             |
| Canadá (RPM Top Singles)               | 27             |
| Escocia (Scottish Singles Sales Chart) | 43             |
| Irlanda (IRMA)                         | 36             |
| Nueva Zelanda (Recorded Music NZ)      | 12             |
| Reino Unido (UK Singles Chart)         | 50             |
| Países Bajos (Mega Single Top 100)     | 95             |
| Estados Unidos (Billboard Hot 100)     | 5              |
| Estados Unidos (Adult Contemporary)    | 1              |
| Estados Unidos (Adult Top 40)          | 1              |
| Estados Unidos (Mainstream Top 40)     | 4              |